# Keť
Keť (Hongaars: Érsekkéty) is een Slowaakse gemeente in de regio Nitra, en maakt deel uit van het district Levice.
Keť telt 676 inwoners.